# جمال ويليس
جمال ويليس (بالإنجليزية: Jamal Willis)‏ هو لاعب كرة قدم أمريكية أمريكي، ولد في 1972.